# William Warner
William Warner (Shullsburg, 1840. június 11. – Kansas City, 1916. október 4.) az Amerikai Egyesült Államok szenátora (Missouri, 1905–1911).